# Alexander Zederbaum

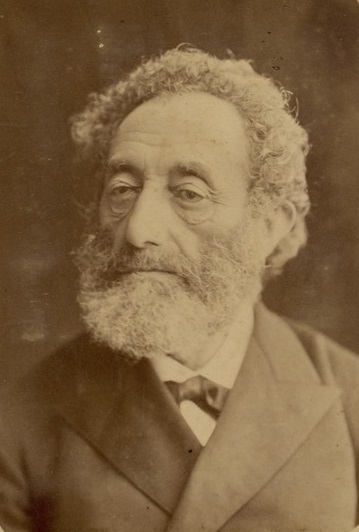
Alexander Zederbaum, 1885

Alexander Zederbaum (geb. 27. August 1816 in Zamość; gest. 8. September 1893 in St. Petersburg; Pseudonym „eres“ [= Zeder]) war ein hebräischer und jiddischer Schriftsteller des Russischen Reichs und Pionier des hebräischen Journalismus.

## Leben
Zederbaum heiratete in Lublin.
1840 ging er nach Odessa, wo er zunächst als Geschäftsmann tätig war.
Dort begründete er 1860 das hebräische Wochenblatt Ha-Meliz.  Seit 1863 erschien die Beilage Kol mevaser als erste jiddische Zeitung in Russland. 1871 musste die Zeitung Ha-Meliz nach St. Petersburg verlegt werden. Hier wurde die jiddische Beilage nicht erlaubt. Zederbaum brachte den russischsprachigen Westnik russkich jewrejew heraus. Seit 1881 erschien das Jiddische Volksblatt durch ihn.
Mit A. J. Goldenblum gab er das Sammelbuch Kohelet heraus (1881). Zederbaum wandte sich der zionistischen Bewegung Chowewe Zion zu und war Teilnehmer von deren Kattowitzer Konferenz 1884.
Neben seiner publizistischen Tätigkeit war Alexander Zederbaum auch sonst literarisch tätig.

## Werke (Auswahl)
- ben hamezarim (In der Bedrängnis), 1864
- keter kehunna (Krone der Priesterschaft), 1868 (zur Geschichte des Chassidismus)
- Kulturbilder aus dem Leben der jüdischen Gemeinden in Polen im 18. Jahrhundert
- Die Geheimnisse von Berditschew, 1870 (in Jiddisch)